# جوماتی
جوماتی (گرجی: ჯუმათი) یک روستا در شهرداری ازورگتی در ناحیه گوریا در غرب گرجستان است.